# (3757) Anagolay
(3757) Anagolay ist ein Asteroid vom Amor-Typ, der am 14. Dezember 1982 von E. F. Helin am Mount Palomar entdeckt worden ist.
Der Asteroid wurde am 9. September 2014 durch die SGAC Name An Asteroid Campaign nach Anagolay benannt, der Göttin der verlorenen Dinge in der Mythologie der Tagalog.